# Collimonas fungivorans
Collimonas fungivorans es una bacteria gramnegativa del género Collimonas. Fue descrita en el año 2004, es la especie tipo. Su etimología hace referencia a degradación de hongos. Es aerobia y móvil por 1-3 flagelos. Tiene un tamaño de 0,3-0,5 μm de ancho por 1-2 μm de largo. Catalasa y oxidasa positivas. Temperatura de crecimiento óptima de 20-30 °C. Es capaz de hidrolizar quitina, pero no celulosa. Forma colonias planas y blanquecinas en agar TSB tras 3 días de incubación. Se ha aislado de suelos en los Países Bajos. Tiene interés para el control biológico de plagas en hortalizas causadas por hongos.